# Diego Gutiérrez (cantante)
Diego Gutiérrez (Ciego de Ávila, 25 settembre 1974) è un cantautore cubano. La sua discografia mischia elementi di nueva trova cubana, pop latino, folk, rock e world music.

## Biografia
Diego Gutiérrez è nato in Ciego de Ávila, dove ha passato la sua infanzia e adolescenza. Lì ha appreso di maniera autodidatta a suonare la chitarra. Sin da piccolo ha ascoltato dischi di musica popolare, che hanno ispirato la sua opera.
Ha iniziato a scrivere le sue prime composizioni nell'Università Centrale de Las Villas, dove studiava Lingua e Letteratura inglese, nella quale ha trovato un movimento culturale che lo ha ispirato.
Nel 1997 ha co-fondato il centro di canzone di autore La Trovuntivitis a El Mejunje, luogo emblemático di Santa Clara, che organizza il festival annuale Longina.
È stato invitato a condividere il palcoscenico in rassegne di cantautori come David Torrens, Frank Delgado, Santiago Feliú e Carlos Varela, tra gli altri.
Nel 2006 ha registrato il suo primo album, De cero (Unicorno, Abdala Producciones) che ha ricevuto tre candidature ai premi Cubadisco, vincendone due.
Ha partecipato come artista invitato al Festival Mondiale della Gioventù e degli Studenti ad Algeri 2001 e a Caracas 2005. È stato presente in 2009 nel festival internazionale di cantautores Barnasants a Barcellona dove ha offerto la sua arte in vari palcoscenici di quella città e posteriormente ha realizzato una serie di trattative per Valencia, Siviglia e Madrid.
In 2015 è stato insignito del premio del programma televisivo 'Cuerda viva, che promuove la musica alternativa.
Il suo secondo disco di studio Palante el mambo! ha ricevuto un premio Cubadisco e una candidatura ai Latin Grammy Awards nel 2018.
In 2019 ha lanciato ufficialmente il suo terzo album Piloto automático, che conta con la collaborazione in uno dei suoi brani di David Torrens.
È stato uno dei vincitori nel concorso Del verso a la canción, organizzato dal Centro Cultural Pablo de la Torriente Brau. Nel 2021 ha pubblicato il quarto album Viaje al centro de la Tierra (EGREM).
Le sue canzoni appaiono in differenti raccolte e sono interpretate e registrate da vari interpreti.
Nella sua carriera si è esibito in Stati Uniti, Spagna, Regno Unito, Argentina, Svizzera, Messico, Venezuela, Uruguay, Cipro e Bolivia in tour di trattative, festival e diversi palcoscenici.
Attualmente è membro elettore dell'Accademia Latina di Arti e Scienze della Registrazione.

## Discografía

### Album di studio
- 2006 – De cero
- 2018 – Palante el mambo!
- 2019 – Piloto automático
- 2021 – Viaje al centro de la Tierra

### Album live
- 2008 – Demasiado Diego

## Riconoscimenti
| Opera nominata    | Premio            | Risultato |
| ----------------- | ----------------- | --------- |
| Palante el Mambo! | Fusione Tropicale | Nominato  |

| Anno | Opera nominata                        | Premio                                  | Risultato                                     |
| ---- | ------------------------------------- | --------------------------------------- | --------------------------------------------- |
| 2007 | De cero                               | Opera prima *Trova-pop-rock * Videoclip | Vincente *Trova-Pop-Rock *Migliore Video Clip |
| 2008 | Demasiado Diego (in vivo)             | Trova                                   | Nominato                                      |
| 2009 | Del verso a la canción (vari artisti) | * Note discográficas * Trova            | Vincenti * Note discográficas * Trova         |
| 2018 | Palante el Mambo!                     | Fusione                                 | Vincente                                      |
| 2021 | Piloto automático                     | Trova-Pop-Rock                          | Nominato                                      |

| Anno | Opera nominata               | Premio                                                                    | Risultato                                                       |
| ---- | ---------------------------- | ------------------------------------------------------------------------- | --------------------------------------------------------------- |
| 2015 | El cinematógrafo (videoclip) | • Trova • Effetti visuali • Indirizzo di Arte • Opera prima. • Animazione | Vincente • Migliore video Trova •Migliore video effetti visuali |